# Puruhá
Le puruhá (ou puruguay) est une langue amérindienne isolée parlée en Équateur, à l'époque de la colonisation espagnole.

## Extension géographique
la langue était dans la province de Chimborazo, dans une aire centré sur la région de Riobamba.

## Histoire de la langue
La langue est éteinte depuis longtemps. Les Puruhás (es) sont aujourd'hui quechuanisés.
Une grammaire écrite à la fin du XVIIe siècle est aujourd'hui perdue. L'étude des noms de personnes permet d'identifier des terminaisons régulières dans les noms de famille, tels que -cela, -lema. La toponymie montre des terminaisons en -shi, comme dans Pilligshi, ou bug, -tus, comme dans Guasuntús.

## Classification
Le puruhá est considéré comme un isolat linguistique, ou plus exactement comme une langue non classée. Il est cependant souvent relié au cañar.